# فرنسيسكو دي فيلاغرا
فرنسيسكو دي فيلاغرا (بالإسبانية: Francisco de Villagra)‏ هو مستكشف وعسكري إسباني، ولد في 1511 في Santervás de Campos ‏ في إسبانيا، وتوفي في 22 يوليو 1563 في كونثبثيون في تشيلي.